# 新鍋理沙
新鍋 理沙（しんなべ りさ、1990年7月11日 - ）は、日本の元女子バレーボール選手。

## 来歴
鹿児島県霧島市出身。両親がバレーボールをしていた影響で、小学校1年生からバレーボールを始める。中学時代の同級生には2020年東京オリンピック柔道女子78kg級金メダリストの濱田尚里がいる。
鹿屋中央高等学校では2006年インターハイ優勝、2007年春高バレーベスト4などを経験。その後延岡学園高等学校に転校し、2008年11月、Vプレミアリーグの久光製薬スプリングスの内定選手となる。
2009年、高卒1年目のプレミアリーグ2009/10シーズンは、わずか2セットの出場に終わった。
2010年、オフシーズンにチームの主力選手の引退や退団が重なったこともあり、2年目の2010/11シーズンは開幕からスタメンで出場。開幕戦のトヨタ車体戦では両チーム最多の31得点を挙げチームの勝利に貢献するなど、このシーズンは大きく若返ったチームで、同期の岩坂名奈らと共にレギュラーとして活躍。チームも前シーズンを上回る3位の成績を残し、プレミアリーグ最優秀新人賞に選ばれた。
2011年3月、全日本女子チームにメンバー登録され、6月のモントルーバレーマスターズで国際試合デビューを飾った。同年11月に行われたワールドカップバレーではセッター対角として起用され、ミドルブロッカーで同じく久光所属の岩坂と共に「最年少コンビ」として注目を集める。第3戦、フルセットの末敗れた中国との試合後には悔し涙を流すなど、大会途中からは世界の壁にぶち当たる試合が続いたが、最終ラウンドのドイツ戦で途中出場すると、これまでの悔しさを吹っ切るような大活躍を見せ、この試合逆転勝利の立役者となった。
2012年のロンドン五輪世界最終予選にも出場。眞鍋政義監督にはサーブレシーブ力が評価されている。日本の五輪出場が決まった最終試合第3セットの最後は、4回目のセットポイントが新鍋のスパイクだった。
2012年6月、ロンドンオリンピックの代表メンバーに選出された。安定したサーブとレシーブでチームを支え、全日本女子28年ぶりの銅メダル獲得に貢献した。
2012/13Vプレミアリーグでは、チームの6年ぶり優勝に貢献。2013年5月の第62回黒鷲旗大会でも優勝にも貢献した。
2013/14Vプレミアリーグにおいては、チーム二連覇に大きく貢献し、自らもMVP・ベスト6・サーブレシーブ賞の栄に浴した。
2014年のワールドグランプリや世界選手権では眞鍋監督の戦術変更により、レフトのアウトサイドヒッターとして起用された。
2015年の全日本チームには、新鍋から怪我のための辞退の申し出があり、エントリーされず、2016年リオデジャネイロオリンピックの代表にも選出されなかった。
Vプレミアリーグにおける個人賞受賞回数が8回に達したことから、規定により2016/17シーズン終了後にVリーグ栄誉賞（傑出した個人記録）を受賞した。
2017年からは、中田久美監督のもと代表メンバーに再び登録され、同年8月に開催されたアジア選手権では10年ぶり優勝の原動力となり、自らもMVPを獲得した。2018年世界選手権、2019年ワールドカップにも出場。
そして、東京五輪を迎える五輪イヤーとなった2020年も、代表メンバーに選出された。しかし、2020年初めに右手人さし指の靱帯を痛めていて、それに五輪延期決定も重なり、絶望感が強まる。それでも、4月下旬に手術して1年後の五輪に向けてリハビリに励んだが、自分のプレーをイメージしづらくなり、納得できない状態で代表と久光でプレーを続けることに納得できず引退を決断。2020年6月30日、現役引退した。また、同時に久光の運営会社である「SAGA久光スプリングス」と「所属アスリート」としてマネジメント契約を結んだ。

## 球歴
- 日本代表 - 2011-2014年、2017-2020年
- 日本代表としての主な国際大会出場歴
  - オリンピック - 2012年（銅メダル）
  - バレーボール世界選手権 - 2014年、2018年
  - ワールドカップ - 2011年、2019年
  - ワールドグランドチャンピオンズカップ - 2013年、2017年

## 所属チーム
- 福山町立（現・霧島市立）牧之原小学校
- 国分市立（現・霧島市立）国分南小学校
- 霧島市立国分南中学校
- 鹿屋中央高等学校
- 延岡学園高等学校
- 久光スプリングス（2009-2020年）

## 受賞歴
- 2011年 - 2010/11 Vプレミアリーグ 最優秀新人賞
- 2012年 - 2011/12 Vプレミアリーグ レシーブ賞[29]
- 2012年8月 - 霧島市スポーツ栄誉賞[30]
- 2013年 - 2012/13 Vプレミアリーグ レシーブ賞[31]
- 2013年 - 第62回黒鷲旗全日本バレーボール選手権大会 ベスト6[32]
- 2014年 - 2013/14 Vプレミアリーグ MVP・ベスト6・サーブレシーブ賞
- 2015年
  - 2014/15 Vプレミアリーグ サーブレシーブ賞[33]・レシーブ賞・ベスト6
  - AVCアジアクラブ選手権 ベストアウトサイドスパイカー[34]
- 2016年 - 2015/16プレミアリーグ サーブレシーブ賞[35]・レシーブ賞
- 2017年
  - 2016/17プレミアリーグ Vリーグ栄誉賞（傑出した個人記録（8回以上））[36]
  - バレーボールアジア選手権 MVP
- 2018年
  - 2017/18プレミアリーグ サーブレシーブ賞[37]
- 2019年
  - 2018-19 V.LEAGUE DIVISION1 サーブレシーブ賞
  - 2019-20 V.LEAGUE DIVISION1 Vリーグ栄誉賞（試合出場が10シーズン以上で230試合以上出場）
- 2020年
  - 2019-20 V.LEAGUE DIVISION1 サーブレシーブ賞
- 2021年
  - Vリーグ功労賞[38]

## 個人成績
Vプレミアリーグレギュラーラウンドにおける個人成績は下記の通り。
| シーズン | 所属     | 出場 | 出場   | アタック | アタック | アタック | アタック | ブロック | ブロック | サーブ | サーブ | サーブ | サーブ | レセプション | レセプション | 総得点 | 備考       |
| -------- | -------- | ---- | ------ | -------- | -------- | -------- | -------- | -------- | -------- | ------ | ------ | ------ | ------ | ------------ | ------------ | ------ | ---------- |
| シーズン | 所属     | 試合 | セット | 打数     | 得点     | 決定率   | 効果率   | 決定     | /set     | 打数   | エース | 得点率 | 効果率 | 受数         | 成功率       | 総得点 | 備考       |
| 2009/10  | 久光製薬 | 27   | 2      | 0        | 0        | 0.0%     | %        | 0        | 0.00     | 2      | 0      | 0.00%  | 12.5%  | 0            | 0.0%         | 0      |            |
| 2010/11  | 久光製薬 | 26   | 101    | 997      | 389      | 39.0%    | %        | 21       | 0.21     | 238    | 3      | 1.26%  | 6.0%   | 542          | 75.5%        | 413    |            |
| 2011/12  | 久光製薬 | 21   | 85     | 568      | 244      | 43.0%    | %        | 15       | 0.18     | 305    | 8      | 2.62%  | 8.5%   | 456          | 65.8%        | 267    |            |
| 2012/13  | 久光製薬 | 28   | 103    | 978      | 326      | 33.3%    | %        | 26       | 0.25     | 483    | 21     | 4.35%  | 11.7%  | 645          | 70.5%        | 373    |            |
| 2013/14  | 久光製薬 | 26   | 95     | 751      | 250      | 33.3%    | %        | 36       | 0.38     | 357    | 19     | 5.32%  | 13.1%  | 469          | 72.7%        | 305    |            |
| 2014/15  | 久光製薬 | 21   | 81     | 793      | 246      | 31.0%    | %        | 23       | 0.28     | 338    | 8      | 2.37%  | 8.7%   | 455          | 74.7%        | 277    |            |
| 2015/16  | 久光製薬 | 21   | 81     | 755      | 278      | 36.8%    | %        | 30       | 0.37     | 347    | 20     | 5.76%  | 14.8%  | 297          | 73.4%        | 328    |            |
| 2016/17  | 久光製薬 | 21   | 82     | 793      | 284      | 35.8%    | %        | 26       | 0.32     | 319    | 8      | %      | 8.7%   | 198          | 69.5%        | 318    |            |
| 2017/18  | 久光製薬 | 21   | 72     | 337      | 135      | 40.1%    | %        | 18       | 0.25     | 298    | 15     | %      | 10.8%  | 270          | 63.0%        | 168    |            |
| 2018/19  | 久光製薬 | 18   | 64     | 355      | 154      | 43.4%    | %        | 33       | 0.52     | 283    | 10     | %      | 9.7%   | 228          | 70.0%        | 197    | 交流戦含む |
| 2019/20  | 久光製薬 | 21   | 73     | 456      | 144      | 31.6%    | %        | 21       | 0.29     | 268    | 9      | %      | 9.1%   | 242          | 68.8%        | 174    | 交流戦含む |

| 太字 | タイトル獲得 |

### 注
1. ↑  公式記録では31試合出場（ベンチ入りも試合数に数えるため）。
2. ↑  全日本では当時、山口舞が同じポジションで起用された。